# 혈관학

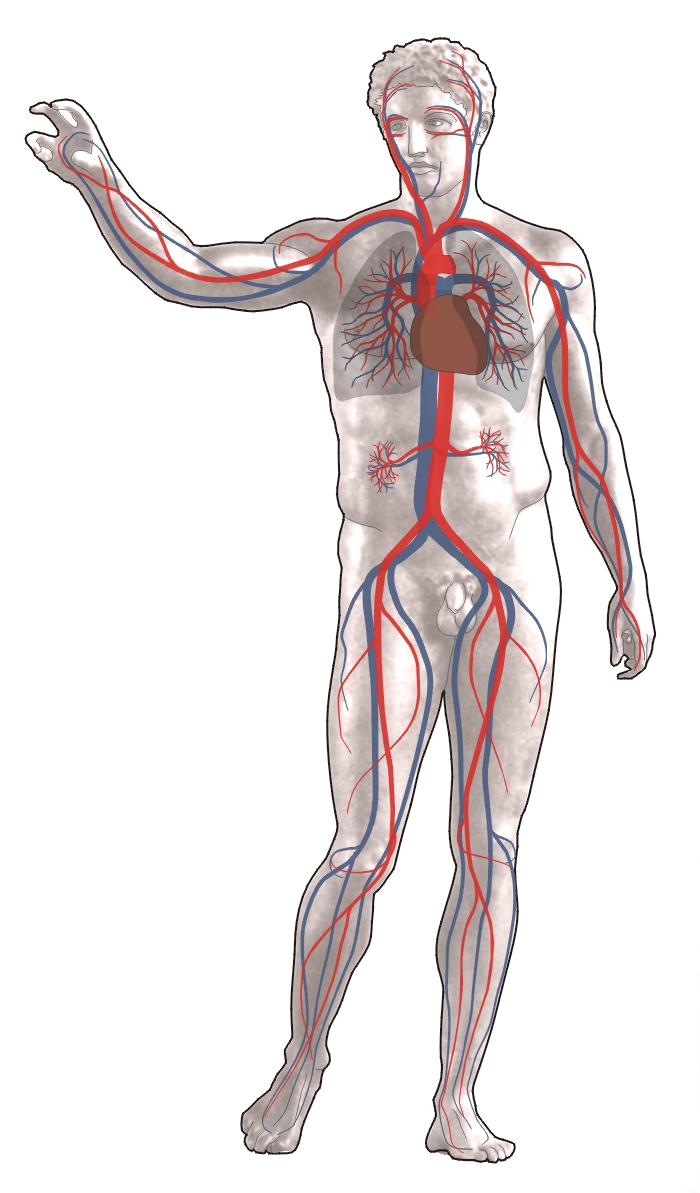

혈관학(angiology) 또는 맥관학은 순환계와 림프계, 즉 동맥, 정맥, 림프관을 전문적으로 연구하는 의학의 전문 분야이다. 주로 혈관 관련 질병의 예방, 진단 및 치료를 다룬다. 'Angiology'라는 단어는 그리스어로 '혈관'을 뜻하는 ἀγγεῖον(angeīon)과 '학문의 분야'를 뜻하는 -λογία(-logia)가 합쳐진 단어이다.
영국에서는 이 분야를 angiology라고 하고 미국에서는 'vascular medicine'이라는 용어를 더 자주 사용한다.

## 다루는 질환
동맥 질환이 주로 걸리는 동맥에는 대동맥(동맥류 / 박리)과 다리, 손, 신장, 뇌, 내장에 혈액을 공급하는 동맥이 있다. 또한 동맥 혈전증과 색전증, 혈관염, 혈관경련수축, 또는 심장마비나 뇌졸중과 같은 심혈관 질환을 다룬다. 정맥 질환에는 정맥 혈전증, 만성 정맥부전, 정맥류가 있다. 림프계 질환에는 1차성 및 2차성 림프부종이 있다. 또한 고콜레스테롤혈증, 고혈압과 같은 혈관 질환에 대한 위험 요인들을 고치는 데에도 주력한다. 이런 심혈관계 위험인자들은 혈관학의 전문 분야에 속한다.

## 같이 보기
- 혈관외과